# Alexander Hall
Alexander Hall (11 de enero de 1894 – 30 de julio de 1968) fue un actor y director cinematográfico estadounidense.

## Resumen biográfico
Nacido en Boston, Massachusetts, fue actor teatral desde los cuatro años de edad hasta 1914, cuando empezó a trabajar en el cine mudo. Tras su servicio militar en la Primera Guerra Mundial, volvió a Hollywood para hacer una carrera en la industria cinematográfica. Trabajó como montador y asistente de dirección en Paramount Pictures hasta 1932, cuando dirigió su primer largometraje, Sinners in the Sun. Entre 1937 y 1947 fue director contratado de Columbia Pictures, ganándose una buena reputación por sus sofisticadas comedias. Llegó a ser nominado al Oscar al mejor director por el filme Here Comes Mr. Jordan (1941).
Hall estuvo casado con la actriz Lola Lane entre 1934 y 1936. También tuvo una breve relación con Lucille Ball, que le dejó cuando ella conoció a Desi Arnaz. La pareja le contrató en 1956 para dirigir su film Forever, Darling.
Alexander Hall falleció a causa de complicaciones tras sufrir un ictus en San Francisco (California) en 1968.

## Filmografía parcial
- Torch Singer (Sinfonía del corazón) (1933)
- Little Miss Marker (Dejada en prenda) (1934)
- The Lady's from Kentucky (1939)
- Here Comes Mr. Jordan (El difunto protesta) (1941)
- Mi hermana Elena (1942)
- They All Kissed the Bride (Todos besaron a la novia) (1942)
- The Great Lover (1949)
- Louisa (1950)
- Because You're Mine (1952)
- Let's Do It Again (1953)
- Forever, Darling (1956)

## Premios y distinciones
Premios Óscar
| Año  | Categoría      | Película            | Resultado |
| ---- | -------------- | ------------------- | --------- |
| 1942 | Mejor director | El difunto protesta | Nominado  |